# Яунземи
Яунземи (латыш. Jaunzemi) — населённый пункт в Алуксненском крае Латвии. Административный центр Илзенской волости. Рядом протекает река Мелнупе и проходит региональная автодорога P44 (Илзене — Лизеспастс). Расстояние до города Алуксне составляет около 26 км. По данным на 2015 год, в населённом пункте проживало 144 человека.

## История
В советское время населённый пункт носил название Илзене и был центром Илзенского сельсовета Алуксненского района. В селе располагался колхоз «Илзене».